# Microchess
Microchess, por Peter R. Jennings, fue originalmente un programa de ajedrez para el microcomputador KIM-1 de MOS Technology, lanzado por primera vez el 18 de diciembre de 1976. Microchess, tan pequeño como era en términos de tamaño del programa, todavía podía jugar un ajedrez pasable en el KIM-1, con su microprocesador 6502, 1 kilobyte de memoria, simple teclado hexadecimal, y pantalla de siete segmentos. También fue la base del Commodore Chessmate (que usaba el MOS 6504 (una versión simplificada del 6502) y tenía solo 320 bytes de RAM) y del Chess Champion MK II, similar al anterior.
Vendiéndolo a un precio de $10 dólares, Jennings rechazó vender los derechos del programa a Chuck Peddle (presidente de MOS Technology) por $1000 dólares. Fue el primer paquete de software de microcomputador en vender 10.000 copias, casi exclusivamente en cintas de casete. Jennings fundó Personal Software para publicar Microchess en el cada vez mayor mercado del microcomputador. El dinero hecho con Microchess y otros proyectos de software permitieron a Jennings, junto con Dan Fylstra, lanzar VisiCalc y después crear la compañía VisiCorp. VisiCalc sería su más grande éxito.
Microchess fue posteriormente expandido en un programa más completo en características con gráficos para los computadores TRS-80, Apple II, Commodore PET, y Atari 400/800. También fue licenciado en 1979 a Novag para su dedicado Chess Champion Mk II.